# Ludvig Holberg (jurist)
Ludvig Holberg, född den 8 juni 1847 nära Svendborg, död den 6 augusti 1913 i Köpenhamn, var en dansk rättshistoriker.
Holberg blev juris kandidat 1871 och overretssagfører i Köpenhamn 1875. Han skrev dels om Engelsk Parlamentarisme (1884), dels en rad arbeten i dansk statsrätt under 1200- och 1300-talet, närmast till belysning av förhållandet mellan de ursprungliga landskapslagarna och den nyare rikslagstiftningen. Det första, Leges Valdemari regis ("Kong Valdemars lov", 1886), skaffade honom juris doktorsgrad. Senare följde Dansk Rigslovgivning. Forholdet mellem Vederlagslov og Rigslov (1889), Dansk og fremmed Ret (1891), Konge og Danehof i 13. og l4. Aarhundrede (1895) och Konge og Len under Valdemarerne (1899).